# Svjetsko prvenstvo u podvodnom ribolovu – Mali Lošinj 1957.
Svjetsko prvenstvo u podvodnom ribolovu na Malom Lošinju 1957. bilo je 1. izdanje tog natjecanja.
Mali Lošinj se izrana profilirao kao veliko središte športskog podvodnog ribolova. 1950. godine pojavila se prva podvodna puška na Malom Lošinju, a već 1956. održano je prvenstvo sjevernog Jadrana u podvodnom ribolovu u lošinjskom pomorju. 1957. je Mali Lošinj bio domaćinom 1. izdanja svjetskog prvenstva u podvodnom ribolovu.
Izvorno je održano kao četvrto Europsko prvenstvo, a tek kasnije je proglašeno prvim Svjetskim prvenstvom.